# Kanton Ollioules
Kanton Ollioules is een kanton van het Franse departement Var. Kanton Ollioules maakt deel uit van het arrondissement Toulon en telt 41.294 inwoners in 2018.

## Gemeenten
Het kanton Ollioules omvat de volgende gemeenten:
- Bandol
- Évenos
- Ollioules (hoofdplaats)
- Sanary-sur-Mer

Het kanton werd niet gewijzigd bij de herindeling van de kantons in 2014/2015.